# Odostomia atossa
Odostomia atossa är en snäckart som beskrevs av Dall 1908. Odostomia atossa ingår i släktet Odostomia och familjen Pyramidellidae. Inga underarter finns listade i Catalogue of Life.